# Rhodiola stephanii
Rhodiola stephanii är en fetbladsväxtart som först beskrevs av Adelbert von Chamisso, och fick sitt nu gällande namn av Ernst Rudolf von Trautvetter och Mey.. Rhodiola stephanii ingår i släktet rosenrötter, och familjen fetbladsväxter. Inga underarter finns listade i Catalogue of Life.